# (200380) 2000 QG160
(200380) 2000 QG160 es un asteroide perteneciente al cinturón de asteroides descubierto el 31 de agosto de 2000 por el equipo del Lincoln Near-Earth Asteroid Research desde el Laboratorio Lincoln, Socorro, Nuevo México, Estados Unidos.

## Designación y nombre
Designado provisionalmente como 2000 QG160.

## Características orbitales
2000 QG160 está situado a una distancia media del Sol de 2,378 ua, pudiendo alejarse hasta 2,685 ua y acercarse hasta 2,072 ua. Su excentricidad es 0,128 y la inclinación orbital 6,313 grados. Emplea 1340,04 días en completar una órbita alrededor del Sol.

## Características físicas
La magnitud absoluta de 2000 QG160 es 16,3. 